# Obernburg am Main
Obernburg am Main je město v německé spolkové zemi Bavorsko, v zemském okrese Miltenberg ve vládním obvodu Dolní Franky.
V roce 2014 zde žilo 8 475 obyvatel.

## Poloha
Město leží na řece Mohan u hranic Bavorska s Hesenskem. Sousední obce jsou: Breuberg (Hesensko), Elsenfeld, Erlenbach am Main, Großwallstadt, Lützelbach (Hesensko), Mömlingen a Wörth am Main.